# Xã Sheffield, Quận Ashtabula, Ohio
Xã Sheffield (tiếng Anh: Sheffield Township) là một xã thuộc quận Ashtabula, tiểu bang Ohio, Hoa Kỳ. Năm 2010, dân số của xã này là 1.639 người.